# 백종원의 미스터리 키친
《백종원의 미스터리 키친》은 SBS에서 2019년에 방송된 파일럿 프로그램이었으나, 정규 편성은 불발되었다.

## 방식
4명이 1:1 토너먼트 방식으로 진행한다. 각 대결 마다 대결을 펼칠 요리사들은 방으로 들어가 제한시간 60분 동안 제시된 공통 식재료를 갖고 자유롭게 요리 대결을 펼친다. 예선전은 각 요리를 순차적으로 맛보고 평가하며, 결승전은 두 요리를 동시에 테이블에 올려 평가한다. 그래서 결승전에서 평가단은 색깔이 아닌 1번, 2번으로 투표한다.
요리사가 누구인지를 추리하게 되는 김희철과 백종원은 추리의 방에서 오로지 요리를 하는 요리사들의 손만으로 누구인지를 추리해야한다.
투표는 평가단 5명이 시식을 한 뒤 어느 것을 추가주문 할 것인가를 투표한다. 결과 발표는 누가 어느 요리에 투표했는지를 공개하여 투표결과 과반인 3표 이상을 받은 요리사가 다음 라운드에 진출하고, 패한 사람은 얼굴을 공개하는 방식으로 진행한다.
양쪽 방의 창은 특수 유리를 사용하여 요리대결을 하는 동안 양쪽 주방의 창은 불투명하게 처리하고 탈락자의 정체를 공개할 때 불투명창을 투명하게 하여 공개한다.

## 대결
| 대결       | 유방녕 | 파브리치오 | 박상현 | 유민주 | 이원일 | 승   | 패   |
| ---------- | ------ | ---------- | ------ | ------ | ------ | ---- | ---- |
| 스페셜매치 | A      | B          | A      | B      | A      | A    | B    |
| 예선1차    | 핑크   | 핑크       | 핑크   | 핑크   | 핑크   | 핑크 | 레드 |
| 예선2차    | 민트   | 블루       | 블루   | 민트   | 블루   | 블루 | 민트 |
| 결승       | 블루   | 핑크       | 블루   | 블루   | 블루   | 블루 | 핑크 |

## 정체
- 블루셰프 (우승) : 김병만
- 핑크셰프 (준우승) : 이혜정
- 민트셰프 (3위) : 양동근
- 레드셰프 (4위) : 설인아
- A : 백종원
- B : 김성주